# Vencedores do Prêmio Brasil Olímpico de 2008
A edição 2008 do Prêmio Brasil Olímpico comemorou os 10 anos de entrega da honraria. 43 atletas profissionais foram premiados. Receberam homenagens também atletas que se destacaram nos Jogos Universitários Brasileiros e nos Jogos Escolares Brasileiros, além de técnicos e personalidades do mundo esportivo brasileiro.

## Vencedores por modalidade
| - Atletismo: Maurren Higa Maggi - Badminton: Marina Jomori Eliezer - Basquete: Kelly da Silva Santos - Beisebol: Leandro Akira Hasegawa - Boxe: Washington Silva - Canoagem Slalom: Poliana Aparecida de Paula - Canoagem Velocidade: Nivalter Santos de Jesus - Ciclismo BMX: Ana Flavia Sgobin - Ciclismo Estrada: Clemilda Fernandes - Ciclismo Mountain Bike: Rubens Donizete Valeriano - Ciclismo Pista: Maira Hendi de Moraes Barbosa - Esportes na Neve: Jhonatan Longhi - Esportes no Gelo: Ingrid Aparecida Amarante - Esgrima: Renzo Agresta - Futebol: Marta Vieira da Silva - Ginástica Artística: Diego Matias Hypólito - Ginástica Rítmica: Nicole Romine Muller - Ginástica de Trampolim: Giovanna Venetiglio Bastos Matheus - Handebol: Maik Ferreira dos Santos - Hipismo Adestramento: Rogério Clementino - Hipismo CCE: André Paro - Hipismo Saltos: Camila Mazza de Benedicto | - Hóquei: Lizandra Regina de Souza - Judô: Ketleyn Quadros - Levantamento de Peso: Rafael Lima de Andrade - Lutas: Rosângela Conceição - Maratona Aquática: Ana Marcela Cunha - Nado Sincronizado: Lara Teixeira - Natação: César Augusto Cielo Filho - Pentatlo Moderno: Yane Marques - Pólo Aquático: Marina Canetti - Remo: Camila Carvalho - Saltos Ornamentais: Hugo Parisi - Softbol: Jennifer Lika Jisaka - Taekwondo: Natália Falavigna - Tênis: Thomaz Cocchiarali Bellucci - Tênis de Mesa: Thiago Monteiro - Tiro com Arco: Luiz Trainini - Tiro Esportivo: Julio Almeida - Triathlon: Mariana Ohata - Vela: Fernanda Oliveira - Vôlei de Praia: Larissa França - Voleibol: Hélia Rogério de Souza Pinto (Fofão) |

## Outros prêmios

### Melhores técnicos
- Esportes coletivos: José Roberto Guimarães (voleibol)
- Esportes individuais: Nélio Moura (atletismo)
- Esporte paraolímpico: Amaury Veríssimo (atletismo)

### Atletas paraolímpicos
- Masculino: Daniel Dias (natação)
- Feminino: Terezinha Guilhermina (atletismo)

### Jogos Escolares Brasileiros
- 12 a 14 anos: Guilherme Fontanella (natação) e Evelyn Tomi (tênis de mesa)
- 15 a 17 anos: Horácio Antunes (judô) e Bárbara Leôncio (atletismo)

### Jogos Universitários Brasileiros
- Masculino: Fernando Silva (natação)
- Feminino: Joziane de Oliveira (futsal)

### Troféu Adhemar Ferreira da Silva
- João Havelange

## Melhores atletas do ano
- Masculino: César Augusto Cielo Filho
- Feminino: Maurren Higa Maggi